# Rhamphomyia spinosipes
Rhamphomyia spinosipes är en tvåvingeart som beskrevs av Oldenberg 1915. Rhamphomyia spinosipes ingår i släktet Rhamphomyia och familjen dansflugor. Inga underarter finns listade i Catalogue of Life.